# 毛孢子菌科
毛孢子菌科（学名：Piedraiaceae）也称发节菌科，是煤炱目的一科真菌。

## 下级分类
本科包括以下属：
- 毛孢子菌属 Piedraia Fonseca & Leão, 1928
- Trichophila
- Trichosporium
- Trichosporum Fr.